# Norman River
Der Norman River ist ein Fluss im Norden des australischen Bundesstaates Queensland.

## Geographie

### Flusslauf
Der Fluss entspringt an den Südwesthängen der Gregory Range, etwa 140 Kilometer südlich von Georgetown. Von dort fließt er zunächst nach Westen und biegt in seinem Mittellauf nach Nordwesten ab. 30 Kilometer vor der Küste durchfließt er die Stadt Normanton und mündet schließlich nach 420 Kilometern mit zumeist geringem Gefälle bei Karumba in den Golf von Carpentaria.

### Einzugsgebiet
Das Einzugsgebiet wird im Norden begrenzt durch den Gilbert River, im Südwesten durch den Flinders River. Die Größenangaben schwanken zwischen 48.950 km² und 50.445 km². Die jährliche Abflussmenge von 2,346 Mio. m³ entspricht 9,5 % des Wasserabflusses in den Golf von Carpentaria.
Der größte Stausee im Einzugsgebiet ist der Belmore Lake/Belmore Creek Dam (Lage) mit einem Fassungsvermögen von 2,5 Mio. m³. Es dient der Wasserversorgung des Ortes Croydon.

### Nebenflüsse mit Mündungshöhen
Nebenflüsse des Norman River sind:
- Jacky Creek – 285 m
- Cartridge Creek – 256 m
- Borah Creek – 236 m
- W Creek  – 49 m
- Plum Tree Creek – 33 m
- Spear Creek (Norman_River) – 31 m
- Clara River – 25 m
- Yappar River – 18 m
- Jumble Hole Creek – 16 m
- Brown Creek – 8 m
- Sawtell Creek – 7 m
- Four Mile Creek – 7 m
- Alligator Creek – 6 m
- Halfway Creek – 5 m
- Clarina Creek – 5 m
- Twenty Mile Creek – 3 m
- Carron River – 2 m
- Wills Creek – 0 m
- Fools Lagoon Creek – 0 m

### Durchflossene Seen
Er durchfließt folgende Seen:
- Crocodile Waterhole – 12 m
- The Rocky Waterhole – 12 m

### Hochwasser
Den höchsten gemessenen Wasserstand in Normanton erreichte der Norman River mit 8,8 Metern bei der Rekordflut von 1974. Dabei ist zu beachten, dass erst ab diesem Zeitpunkt mit der systematischen Erfassung der Pegelstände begonnen wurde. Größere Überflutungen traten danach noch in den Jahren 1991 und 2009 auf.

## Klima
An der Station Glenore Weir wurde im Jahresmittel (1969 bis 2000) eine Niederschlagsmenge von 764 mm gemessen. In Küstennähe sind es etwa 900 mm, im Landesinneren etwa 400 mm jährlich. 
Das nahegelegene Normanton weist (1908 bis 2001) mittlere monatliche Höchsttemperaturen im Bereich zwischen 29,1 °C (Juli) und 36,8 °C (November) sowie Tiefsttemperaturen zwischen 15,1 °C (Juli) und 25,3 °C (Dezember) auf. An 10 Monaten im Jahr liegt die mittlere Nachmittagstemperatur bei über 30 °C.

## Fauna
Zur Fauna zählen mindestens 26 (nachgewiesen im Jahr 2006), vermutlich aber ca. 48 Fischarten, unter anderem Gescheckter Großflossen-Regenbogenfisch (Melanotaenia splendida inornata), der Australische Süßwasserhering (Nematalosa erebi), Macleays Glasbarsch (Ambassis macleayi) und Leiopotherapon unicolor.